# Роус, Джефф
Джефф Роус (англ. Geoff Roes; род. 14 апреля 1976) — американский ультрамарафонец.

## Карьера
Роус вырос в Кливленде, Нью-Йорк и успешно выступал в беге по дорожке и по пересеченной местности, учась в средней школе им. Пола Мура в Сентрал сквере, Нью-Йорк. Один год он участвовал в соревнованиях по кроссу, проводимых в Сиракузском университете, но потом был вынужден прекратить из-за травмы. Роус сделал перерыв в соревнованиях, пока в 2006 не попробовал себя в ультрамарафоне и выиграл свой первый забег на 50 км — Литтл Суситна 50К. В 2007 он установил рекорд трассы и выиграл забег Суситна 100. В 2010 Роус выиграл пробег American River 50. В 2010 Роус также выиграл Вестерн Стейтс с рекордным временем 15:07.04. В 2009 Роус установил до сих пор непобитый рекорд трассы для Уосатч 100 (100-милльный пробег вдоль хребта Уосатч в Скалистых горах около Солт-Лейк-Сити в Юте) — 18:30.55, практически на час и пять минут побив предыдущий рекорд. Сейчас Роус проживает в Джуно (Аляска).